# Саут Хјурон (Онтарио)
Саут Хјурон (енгл. South Huron) је општина у Канади у покрајини Онтарио. Према резултатима пописа 2011. у општини је живело 9.945 становника.

## Становништво
Према резултатима пописа становништва из 2011. у граду је живело 9.945 становника, што је за 0,4% мање у односу на попис из 2006. када је регистровано 9.982 житеља.
| 2006. | 2011. |
| ----- | ----- |
| 9.982 | 9.945 |